# Conus dealbatus
Conus dealbatus é uma espécie de gastrópode do gênero Conus, pertencente à família Conidae.